# Дом Советов (Элиста)

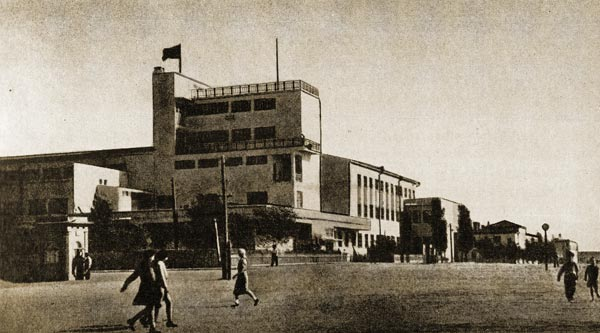
Дом Советов Элисты, вид в 1930-е гг.

Дом Советов — архитектурное сооружение в столице Калмыкии — Элисте. Сооружено 1928—1932 гг. по проекту архитекторов Ильи Голосова и Бориса Миттельмана как здание для областного калмыцкого комитета ВКП(б). Памятник архитектуры федерального значения. Пострадало в Великую Отечественную войну, отстроено в 1960-е гг. С 1974 года — памятник архитектуры. В настоящее время в здании располагается Первый корпус Калмыцкого университета.

## История

### Постройка
Здание Дома Советов в Элисте было построено в 1928—1932 годах по проекту советских архитекторов Ильи Голосова и Бориса Миттельмана. Главный инженер постройки здания — С. Прохоров. Архитектурный стиль — конструктивизм. Здание в скором времени превратилось в общественно-политический и композиционный центр Элисты как столицы Калмыкии с 1920-х гг, который определил облик города.
Введение здания в эксплуатацию было приурочено к 15-й годовщине Октябрьской революции, 6 ноября 1932 года состоялось торжественное заседание пленума Калмыцкого областного исполнительного комитета и городского совета Элисты, посвященное юбилейной дате и открытию здания.
В здании разместились руководящие органы Элисты — областной калмыцкий комитет ВКП(б) (С 1939 года — КПСС) а с 1935 года также ЦИК Калмыцкой АССР.

### Разрушение в Великую Отечественную войну
Во время Великой Отечественной войны здание, являвшееся главным административным сооружением Элисты, оказалось сожжено и разрушено во время присутствия в городе немецких войск. Вероятнее всего, здание подверглось разрушению во время отступления сил Вермахта. С августа по декабрь 1942 год в здании располагался штаб 16-й моторизованной пехотной дивизии Вермахта. В ночь с 31 декабря 1942 года на 1 января 1943 года территорию в районе здания заняла 28-я советская армия. 1 января на площади у здания состоялся митинг по поводу вступления советских войск и на ещё горящее здание был водружён советский красный флаг. Миссию размещения флага выполнили бойцы 28-й армии гвардии старший лейтенант Михаил Кондаков, гвардии сержант Владимир Никаноров и политический работник армии Булда Манджиев.

### В послевоенный период
В конце 1960-х годов было завершено восстановление разрушенного здания. В результате перестройки и реконструкции оказались изменены некоторые внутренние объёмы здания и внешний вид.
4 декабря 1974 года согласно постановлению Совета Министров РСФСР здание было взято под государственную охрану как памятник архитектуры и 7 мая 2009 года здание было внесено в реестр объектов культурного наследия Республики Калмыкия (№ 345—346 — изменения от 28 апреля 2012 года).
В настоящее время в здании располагается главный корпус Калмыцкого государственного университета, основанного в 1970 году.

## В литературе

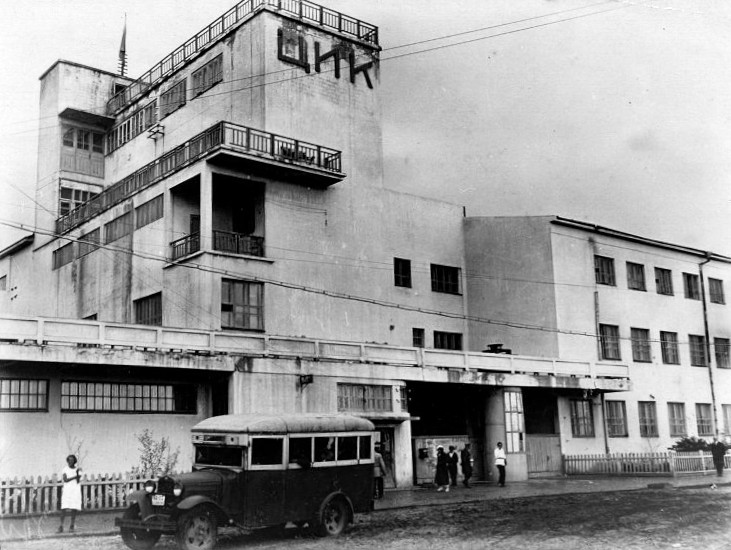
Дом правительства в Элисте. 1938 г.

Советский писатель Константин Паустовский при описании Элисты 1930-х гг., отметил здание дома советов: «белые кубические здания с квадратными легкими башнями, бетонными балконами и широкими окнами, сверкающими прозрачной чистотой».
Тополя, расположенные у здания со стороны площади, вдохновили народного поэта Калмыкии Константина Эрендженова на создание поэмы «Мой старый тополь».

## Композиция
Здание является относительно небольшим по объёму внутренних помещений. Основная часть здания содержит три этажа и имеет повышенную шестиэтажную угловую часть.

Замкнутость композиции придана с целью учёта местных климатических условий, а П-образная конструкция позволяет создать затенение пространства внутреннего двора. Плоская крыша первого этажа со стороны площади функционально была задумана как трибуна. Корпус здания из лёгких конструкций, фундамент расположен на металлических колоннах, играющих роль опорных подушек. Стены здания сделаны из бентонитового полупустого камня системы «Рекс» с применением цемента высокой прочности. Навесные конструкции, которыми выступают лоджии, балконы и козырьки, по архитектурному замыслу представляют собой элементы художественной выразительности фасадов.

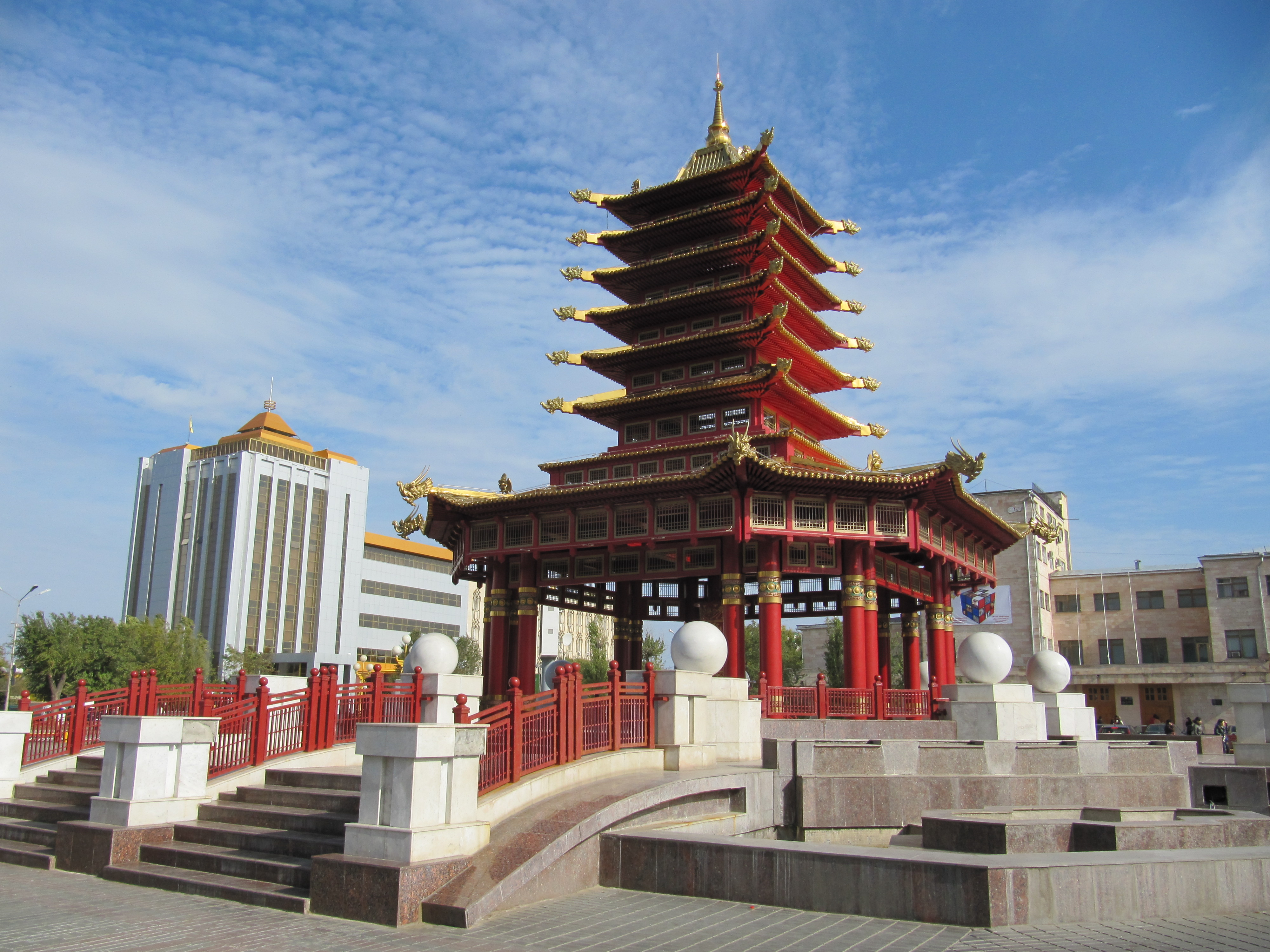
За Пагодой Семи Дней располагается Дом Советов

## Источник
- Элиста: Диалог времён. Памятники истории и культуры: Фотоальбом, Элиста, 2004 г., Калмыцкое книжное издательство, 183 стр, ISBN 5-7539-0516-1